# Морозов, Фёдор Дмитриевич
Фёдор Дмитриевич Морозов（яп. フョードル・ドミトリエヴィチ・モロゾフ, англ. Fedor Dmitrievich Morozoff, 1880, Симбирск — 1971, Кобе, Япония) — белоэмигрант, бизнесмен, жил и работал в Японии с середины 1920-х годов. Занимал пост директора в кондитерской акционерной компании «Кобе Морозов» (позже акционерная компания «Морозов») в период её основания. Его сын, Валентин Фёдорович Морозов, основатель компании The Cosmopolitan Confectionery.

## Жизнь

### Период русской революции. Бегство: через Харбин и Сиэтл в Кобе
В 1880 году Фёдор родился в российском городе Симбирске, в купеческой семье..Его дед был купцом первой гильдии. Когда в России разразилась революция в 1917 году, он бежал в Харбин со своей семьёй. В 1923 году Морозов с семьёй уехал из Харбина и эмигрировал в Сиэтл, США. Но они не смогли обустроиться там, уехали из Сиэтла и эмигрировали в Кобе (Япония) в 1924 году. В марте 1926 года Фёдор нанял русских кондитеров, тоже белоэмигрантов, и открыл в Кобе кондитерский магазин «Confectionery MOROZOFF».

### Учреждение кондитерской акионерной компании «Кобе Морозов»: находка и потеря
В июне 1931 года, Фёдор, стремившийся расширить дело и искавший инвесторов, получил поддержку со стороны Кудзуно Томотути, владельца компании, специализировавшейся на работе с лесоматериалами. Кудзуно купил оборудование у отца и сына Морозовых и учредил кондитерское акционерное общество «Кобе Морозов»..
Примерно с 1933 года, отношения Морозова-старшего с Кудзуно Томотути ухудшились. У них возникли противоречия на почве стратегии управления компанией, которые переросли в юридический конфликт. После конфликта, который закончился судом Фёдор не мог больше использовать торговую марку Morozoff. Он потерял интерес к кондитерскому делу и начал бизнес по импорту и продаже черного чая.. Однако кондитерскую традицию продолжил его сын Валентин, учредив после окончания войны на Тихом океане кондитерскую компанию The Cosmopolitan Confectionery. В 1971 году Фёдор Морозов умер. Его могила находится на кладбище иностранцев в Кобе, префектура Хёго.。